# Torneo de las Tres Naciones 2004
El Torneo de las Tres Naciones 2004 fue la novena edición de la competencia anual hoy conocida como Rugby Championship.
Comenzó el 17 de julio y finalizó el 21 de agosto, participaron las tres potencias del hemisferio sur: Australia, Nueva Zelanda y Sudáfrica. Los Springboks ganaron y obtuvieron su segundo título, luego de una sequía de seis años desde su último triunfo en 1998.

## Modo de disputa
El torneo se disputó con el sistema de todos contra todos a dos series, de ida y vuelta. Cada partido dura 80 minutos divididos en dos partes de 40 minutos.
Los cuatro participantes se agrupan en una tabla general teniendo en cuenta los resultados de los partidos mediante un sistema de puntuación, la cual se reparte:
- 4 puntos por victoria.
- 2 puntos por empate.
- 0 puntos por derrota.

También se otorga punto bonus, ofensivo y defensivo:
- El punto bonus ofensivo se obtiene al marcar cuatro (4) o más tries.
- El punto bonus defensivo se obtiene al perder por una diferencia de hasta siete (7) puntos.

## Equipos participantes
| Australia | Nueva Zelanda | Sudáfrica  |
| --------- | ------------- | ---------- |
| Wallabies | All Blacks    | Springboks |

## Tabla de posiciones
| Posición | Equipos       | Partidos | Partidos | Partidos | Partidos | Puntos  | Puntos    | Puntos     | Bonus | Bonus | Puntos |
| Posición | Equipos       | PJ       | PG       | PE       | PP       | A favor | En contra | Diferencia | OF    | DF    | Puntos |
| -------- | ------------- | -------- | -------- | -------- | -------- | ------- | --------- | ---------- | ----- | ----- | ------ |
| 1        | Sudáfrica     | 4        | 2        | 0        | 2        | 110     | 98        | +12        | 1     | 2     | 11     |
| 2        | Australia     | 4        | 2        | 0        | 2        | 79      | 83        | −4         | 1     | 1     | 10     |
| 3        | Nueva Zelanda | 4        | 2        | 0        | 2        | 83      | 91        | −8         | 0     | 1     | 9      |

## Resultados
BO: Punto de bonificación ofensivo.
BD: Punto de bonificación defensivo.
Primera fecha
| 17 de julio | Nueva Zelanda | 16 - 7 | Australia | Westpac Stadium, Wellington |  |

Segunda fecha
| 24 de julio | Nueva Zelanda | 23 - 21 BD | Sudáfrica | Jade Stadium, Christchurch |  |

Tercera fecha
| 31 de julio | Australia | BO 30 - 26 BD | Sudáfrica | Subiaco Oval, Perth |  |

Cuarta fecha
| 7 de agosto | Australia | 23 - 18 BD | Nueva Zelanda | Telstra Stadium, Sídney |  |

Quinta fecha
| 14 de agosto | Sudáfrica | BO 40 - 26 | Nueva Zelanda | Ellis Park, Johannesburgo |  |

Sexta fecha
| 21 de agosto | Sudáfrica | 23 - 19 BD | Australia | Kings Park Stadium, Durban |  |

| Tres Naciones 2004 Campeón 2004 |
| ------------------------------- |
| Sudáfrica Segundo título        |